# Radu Darânga
Radu Darânga (n. 26 martie 1944, București) este un pictor român, membru al Uniunii Artiștilor Plastici.

## Biografie[1]
Radu Darânga s-a născut la București; a urmat  cursurile gimnaziale în Iași și două clase de liceu. În acești ani Radu studiază desenul cu Nicolae Popa, Dan Hatmanu, Vidinevschi si Mihai Cămăruț. Datorită oportunității pe care tatăl său o are prin numirea sa ca inspector bancar la Chișinău, Radu Darânga termină clasa a X-a de liceu în capitala Moldovei. Ultimele două clase de liceu Radu le face departe de familie, la Liceul de Arte din București pe care-l absolvă în anul 1964, având calificarea de desenator tehnic. În același an dă examen de admitere, fără succes , la Institutul de Arte din București. Nereușind la un institut de învățământ superior tânărul Darânga este supus procesului de încorporare în armata română. Din cauza opoziției sale față de valorile militare, la examenul medical, acesta „face pe nebunul” drept pentru care este declarat invalid pe motive psihiatrice și este internat la sanatoriul din Socola sub stricta supraveghere a celebrului medic Petre Brânzei. A mai încercat încă de două ori să intre la Institul de Arte fără succes pentru ca 1970 să reușească admiterea la secția de desen ale cărei cursuri le termină în anul 1974.
Debutul său în vânzarea de picturi o face în anii ’70 când vinde prima pânză cu amicul său Valeriu Pantazi. După externarea sa din sanatoriul din Socola, Radu Darânga devine ucenic pictor – restaurator de biserici în directa îndrumare a pictorului Arutin Avachian care începând din anul 1961 era directorul restaurator al monumentelor istorice. Radu Darânga și Arutin Avachian au lucrat în tandem la Biserica Sfântul Ioan de la Bucur Obor, la restaurarea paraclisului din Curtea de Argeș, la Biserica Sfânta Precista din Bacău.
După terminarea studiilor, Radu Darânga, la vârsta de 30 de ani, este repartizat ca profesor de desen la școala din Medgidia unde va face naveta săptămânal. În acești ani pictorul se căsătorește și va scăpa de rutina didactică din Medgidia prin aceeași metodă cu care a scăpat de armată. Certificatele medicale și o nouă internare la sanatoriul din Socola îl scapă pe Darânga de profesia de dascăl.
În acest timp, Radu Darânga pictează neobosit și-și face debutul expozițional în anul 1979 și devine membru al Uniunii Artiștilor Plastici cu ajutorul sculptorului Adrian Popovici în anii ‘80.
Așa cum însuși pictorul mărturisește, în anii ’80 i s-a propus să realizeze portretul rabinului Franței, după care Radu Darânga a deschis mai multe expoziții personale în Hexagon începând din anul 1988 și  apoi în 1991 - 1993 Taverny -Franța, 1995 - Versailles și  1997 Wurzburg - Germania.

## Burse câștigate[1]
Radu Darânga a câștigat  în perioada 1971 – 1974, Bursa Republicană “Ioan Andreescu" în valoare de 900 lei/lună. Bursa era acordată de către Institutul de Arte din București pentru un singur student din fiecare secție a institutului.

## Controverse[1]
Radu Darânga este menționat deseori că ar fi avut ca profesor în facultate pe Corneliu Baba. Acest lucru este negat de el însuși, spunând că profesorul lui a fost Marin Predescu și că de fapt cu Corneliu Baba ar fi schimbat doar câteva cuvinte. Marin Predescu este absolventul Institutului Nicolae Grigorescu în anul 1955 și începând din anul 1960 a deținut funcția de „Șef de lucrări” ( asimilat azi, funcției de lector ) în învățământul superior de artă până la pensionarea sa, acest lucru fiind negat de către alții.
Radu Darânga punctează legătura sa cu Corneliu Baba:
„Ne întâlnim pe tărâmul subiectelor și poate al atmosferei de pe pânză. Am o mare admirație pentru Theodor Aman, Gheorghe Tătărăscu, Nicolae Grigorescu, Eustațiu Stoenescu și maestrul Baba.”